# Microregione di Assaí
Assaí è una microregione del Paraná in Brasile, appartenente alla mesoregione di Norte Pioneiro Paranaense.

## Comuni
È suddivisa in 8 comuni:
- Assaí
- Jataizinho
- Nova Santa Bárbara
- Rancho Alegre
- Santa Cecília do Pavão
- São Jerônimo da Serra
- São Sebastião da Amoreira
- Uraí